# Caserne Raffenel

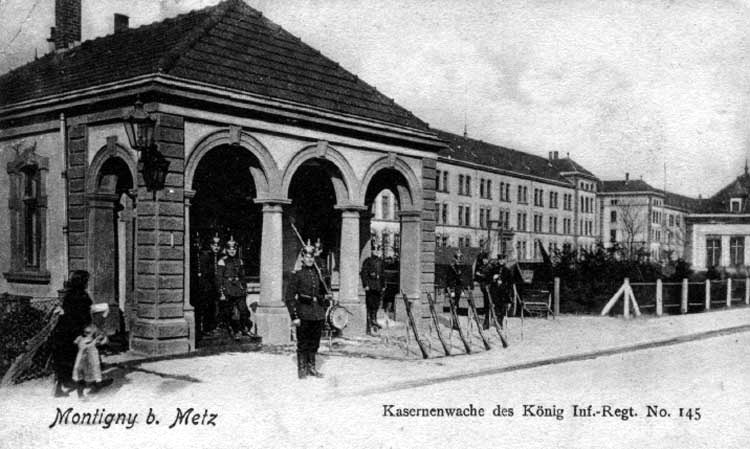
Hauptwache der Kaserne – heute in der Rue Général Franiatte

Die Caserne Raffenel, auch Raffenel-Delarue, ist eine ehemalige Infanterie-Kaserne im Standort Metz. Erbaut wurde sie durch das Deutsche Reich während der Zeit, als Elsaß-Lothringen zu Deutschland gehörte. (Während der deutschen Zeit als Infanteriekaserne Montigny oder auch Königs-Infanterie-Kaserne bezeichnet.)

## Historisches
Militärisch gesehen, war Metz für das Deutsche Reich ein äußerst wichtiger strategischer Punkt, den es nach dem Erwerb zu sichern galt. Die Militärbehörden gingen daher unverzüglich, nachdem Elsaß-Lothringen an Deutschland gefallen war, daran, die Stadt militärisch aufzuwerten. Es wurden große Anstrengungen unternommen, um, neben den Festungswerken, neue Kasernen zu bauen und somit die Garnison zu vergrößern. Die Stärke der ständig hier stationierten Truppen lag zwischen 15.000 und 20.000 Mann aller Waffengattungen, um dann vor Beginn des Ersten Weltkrieges schließlich auf 25.000 Mann anzuwachsen. Kaiser Wilhelm II. sagte bei einem Besuch anlässlich einer Besichtigung der Bauarbeiten in der Stadt und an den Gürtelforts: 

„Metz und sein Armeekorps stellen einen Stützpfeiler für das preußische Militär in Deutschland dar, dazu bestimmt den Frieden in Deutschland und auch in Europa sicherzustellen.“

## Bau und Lage

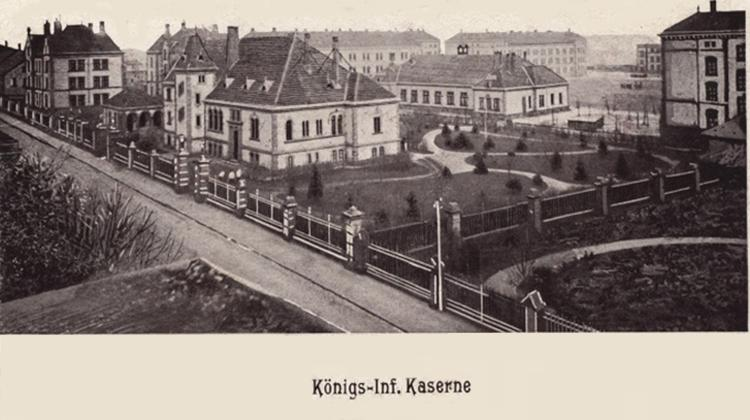
Königs-Infanterie-Kaserne Montigny/Metz (Vorne die heutige Rue Général Franiatte)

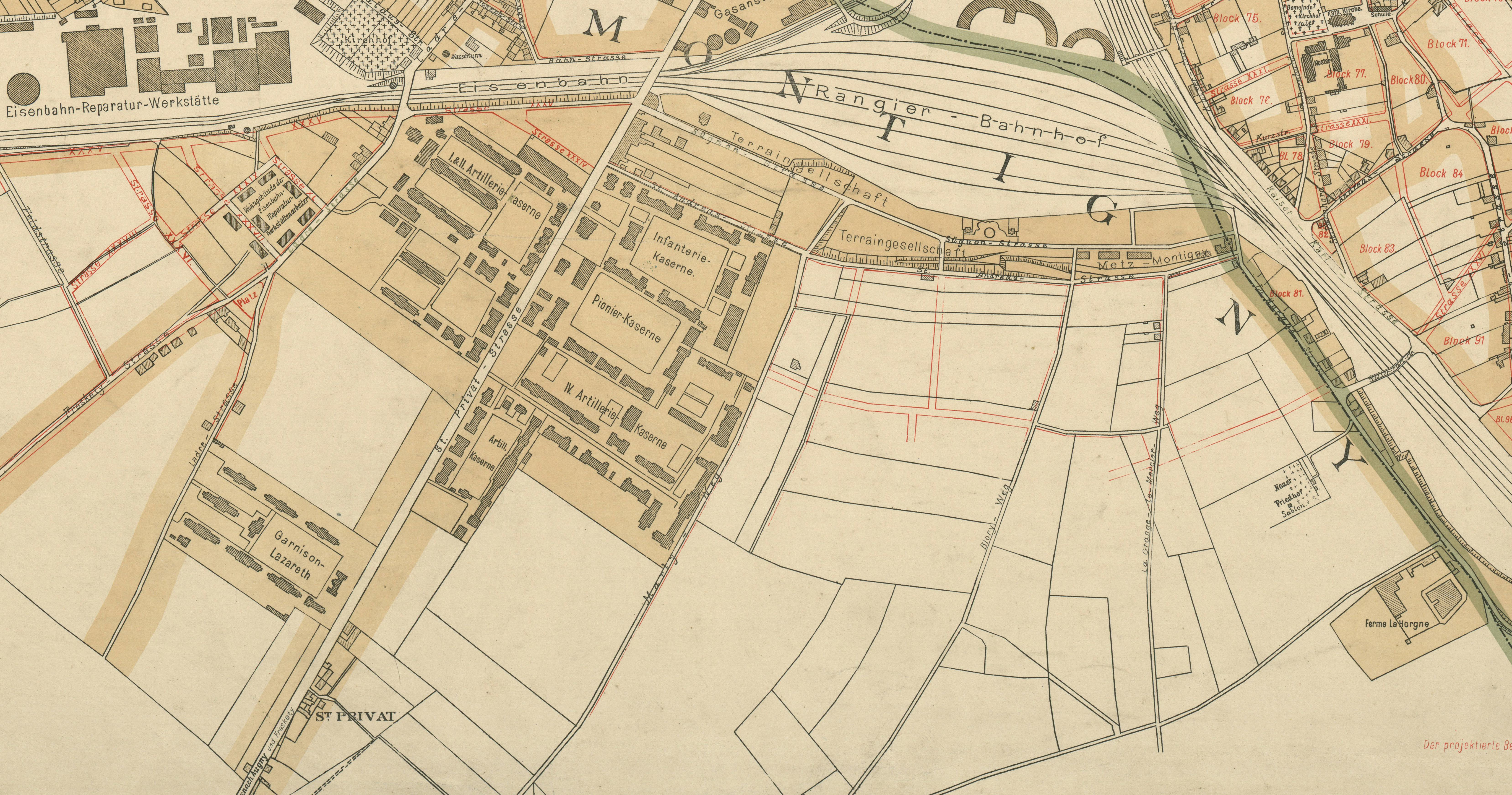
Plan-Ausschnitt mit Kasernengelände Montigny/Metz von 1909

Die Gebäude wurden in den 1890er Jahren errichtet, um Truppen des neu aufgestellten XVI. Armeekorps aufzunehmen. Sie befinden sich heute in der Rue Général Franiatte in Montigny-lès-Metz.
Der Komplex bestand aus:
- vier Mannschaftshäusern
- einem Stabsgebäude
- einem Wirtschaftsgebäude
- einer Reit- und Exerzierhalle
- zwei Gebäuden mit Offizierswohnungen
- einem Block mit Wohnungen für verheiratete Unteroffiziere[6][7].

Die französische Armee hat auf dem Areal mehrere Fahrzeughallen errichtet.
Zusammen mit der benachbarten ehemaligen „20er Pionierkaserne“ (dann „Caserne Delarue“) bildet sie das Doppelkasernement „Raffenel-Delarue“.
Sie war Teil eines riesigen Militärgeländes, das aus den folgenden Kasernen bestand, die teilweise nahtlos ineinander übergingen und die, mit Ausnahme des Garnisonslazaretts II alle noch komplett vorhanden sind:
- Artilleriekaserne I&II (Caserne Lizé)
- Artilleriekaserne III
- Artilleriekaserne IV
- Infanteriekaserne Montigny oder Königs-Kaserne (Caserne Raffenel)
- 20er Pionierkaserne (Caserne Delarue)
- Pionierkaserne St.Privat (Caserne Reymond)
- Garnisonslazarett II (abgebrochen)

## Nutzung
Das am 28. Juli 1890 in Metz aufgestellte „Königs-Infanterie-Regiment Nr. 145“ bezog nach der Fertigstellung (im Dezember 1894) hier Garnison und verblieb, zuletzt mit seinen Ersatzformationen bis zum Ende des Ersten Weltkrieges. Im März 1919 wurde dann die Kaserne von der französischen Armee übernommen. Im Jahre 1930 wurde hier das 2. Bataillon des „151e régiment d'infanterie de ligne“ aufgestellt. 1938 bezog das „80e régiment d'infanterie de ligne“  Quartier in der Kaserne. Im Juni 1940 wurde die Kaserne wieder von deutschen Truppen übernommen, die sie nach der Schlacht von Metz 1944 dann wieder den Franzosen überlassen mussten. Heute befindet sich in der in „Caserne Raffenel-Delarue“  umbenannten Anlage ein Sanitäts-Ausbildungszentrum der französischen Landstreitkräfte (Centre d'instruction de santé de l'armée de Terre – CISAT). Trotz des massiven Truppenabbaus nach dem Ende des Kalten Krieges blieben die Kasernen Colin und Raffenel-Delarue weiterhin in der aktiven Nutzung.

## Französische Namensgebung
Nach der Übernahme durch die Französische Armee wurde die Kaserne nach Général Léon Raffenel benannt. Dieser war am 22. August 1914 bei Saint Vincent in Belgien gefallen.